# Nisaya
Nisaya fou una població de l'antiga Pèrsia. El seu nom derivaria de l'accadià Ni-is-sa-a-a, i estava situada a la Mèdia.
Hauria donat nom a la plana Nisaniana esmentada per Heròdot, on Darios I el Gran va derrotar a Smerdis. A l'edat mitjana s'esmenta pels geògrafs àrabs com Nasa o Nisa, al districte de Hamadan, al Djibal.